# أدولف تيير
ماري جوزيف لويس أدولف تيير (بالفرنسية: Marie Joseph Louis Adolphe Thiers) (15 أبريل 1797 – 3 سبتمبر 1877)، رجل دولة ومؤرخ فرنسي، شغل منصب رئيس الجمهورية الفرنسية من عام 1871 إلى عام 1873. ويُعد ثاني رئيس منتخب لفرنسا وأول رئيس في ظل الجمهورية الفرنسية الثالثة.
لعب تيير دورًا محوريًا في ثورة يوليو عام 1830 التي أطاحت بالملك شارل العاشر وأتت بالملك لويس فيليب الأكثر ليبرالية، كما كان من الشخصيات البارزة في ثورة عام 1848 التي أنهت حكم ملكية يوليو وأسست الجمهورية الفرنسية الثانية. شغل منصب رئيس الوزراء في عامي 1836 و1840، وكان من أبرز إنجازاته في تلك الفترة تدشين قوس النصر وتنظيم عودة رفات نابليون بونابرت من سانت هيلينا إلى فرنسا. دعم في البداية لويس نابليون بونابرت، ثم أصبح من أشد معارضيه بعد أن تولى الرئاسة من 1848 إلى 1852، ثم أعلن نفسه إمبراطورًا تحت اسم نابليون الثالث من 1852 إلى 1871. وعقب انقلاب نابليون الثالث، اعتُقل تيير وتم نفيه مؤقتًا من فرنسا، ثم عاد ليصبح من أبرز معارضي النظام الإمبراطوري.
بعد هزيمة فرنسا في الحرب الفرنسية البروسية، والتي كان تيير من معارضيها، تم انتخابه رئيسًا للسلطة التنفيذية في الحكومة الجديدة، حيث تولّى مسؤولية التفاوض على إنهاء الحرب. وعندما استولت كومونة باريس على السلطة في مارس 1871، أصدر تيير أوامره للجيش بقمعها. وفي سن الرابعة والسبعين، انتخبته الجمعية الوطنية رئيسًا للجمهورية الفرنسية في أغسطس 1871. ويُعد إنجازه الأبرز خلال رئاسته التمكن من تسريع انسحاب القوات الألمانية من معظم الأراضي الفرنسية قبل الموعد المقرر بعامين. إلا أن معارضته من قبل الملكيين داخل الجمعية الوطنية، وكذلك من قبل اليسار الجمهوري، أدّت إلى استقالته في 24 مايو 1873، ليخلفه في المنصب باتريس دي ماكماهون. وعند وفاته في عام 1877، تحوّلت جنازته إلى مناسبة سياسية بارزة، حيث تصدّر موكب التشييع اثنان من زعماء الحركة الجمهورية، هما فيكتور هوغو وليون غامبيتا، اللذان كانا في حينها من أبرز حلفائه في مواجهة الملكيين المحافظين.
إلى جانب نشاطه السياسي، كان تيير مؤرخًا شعبيًا بارزًا. ألّف أول عمل تاريخي موسّع عن الثورة الفرنسية في عشرة مجلدات نُشرت بين عامي 1823 و1827. ووفقًا للمؤرخ روبرت تومبس، كان هذا العمل "فعلًا سياسيًا جريئًا في ظل عودة آل بوربون إلى الحكم... وشكّل جزءًا من المد الفكري الليبرالي في مواجهة الهجوم المضاد للملكيين المتشددين". كما كتب عملًا تاريخيًا ضخمًا في عشرين مجلدًا عن القنصلية والإمبراطورية في عهد نابليون بونابرت. وفي عام 1834، انتُخب عضوًا في الأكاديمية الفرنسية.

## كتابات أخرى
- Bury, J.P.T. and R. P. Tombs. Thiers, 1797-1877: A Political Life (1986) 307p; the standard scholarly biography
- Mitchell, Allan. "Thiers, MacMahon, and the Conseil supérieur de la Guerre," French Historical Studies, Fall 1969, 6#2 pp 232–52 in JSTOR
- Tombs, Robert. "The Thiers Government and the Outbreak of Civil War in France, February-April 1871," Historical Journal, Dec 1980, 23#4, pp 813–831 in JSTOR

### دراسات قديمة
- John M. S. Allison. "Thiers and the July Days," Sewanee Review (1921) 29#3 pp. 300–313 in JSTOR
- François J. Le Goff. The life of Louis Adolphe Thiers (1879) online
- Paul de Rémusat. Thiers (1889) online in English translation
- Schaffer, Aaron. "Louis Adolphe Thiers," The Sewanee Review (1916) 24#2 pp. 201–213 in JSTOR

## وصلات خارجية
- أدولف تيير على موقع الموسوعة البريطانية (الإنجليزية)
- أدولف تيير على موقع إن إن دي بي (الإنجليزية)

- Site listing links to the Third Republic
- Page on history of French flags with brief outline of formation of the Third Republic
- مؤلفات Adolphe Thiers في مشروع غوتنبرغ
- "The Reds' Last Stand" – about the Paris Commune on metropoleparis.com
- Timeline of The Civil War in France (including the Paris Commune)